# 8319 Antiphanes
A 8319 Antiphanes (ideiglenes jelöléssel 3365 T-2) a Naprendszer kisbolygóövében található aszteroida. Cornelis Johannes van Houten, Ingrid van Houten-Groeneveld és Tom Gehrels fedezte fel 1973. szeptember 25-én.